# 에이씨앤피
에이씨앤피(AC&P)는 보안업체 세이프넷(SafeNet)의 배급업자로서 대한민국에 SW복제방지 보안솔루션 'Sentinel HASP'을 공급하고 있는 비상장기업이다. 1995년 설립이래 소프트웨어 복제방지 하드웨어 키락을 시작으로, 소프트웨어 라이센싱과 클라우드 애플리케이션을 위한 보안과 라이센스 관리 솔루션을 공급해 왔다.

## 연혁
- 1995년 에이씨앤피 설립/소프트웨어 복제방지 키락 공급
- 2014년 업종 변경